# 穆斯塔迈埃

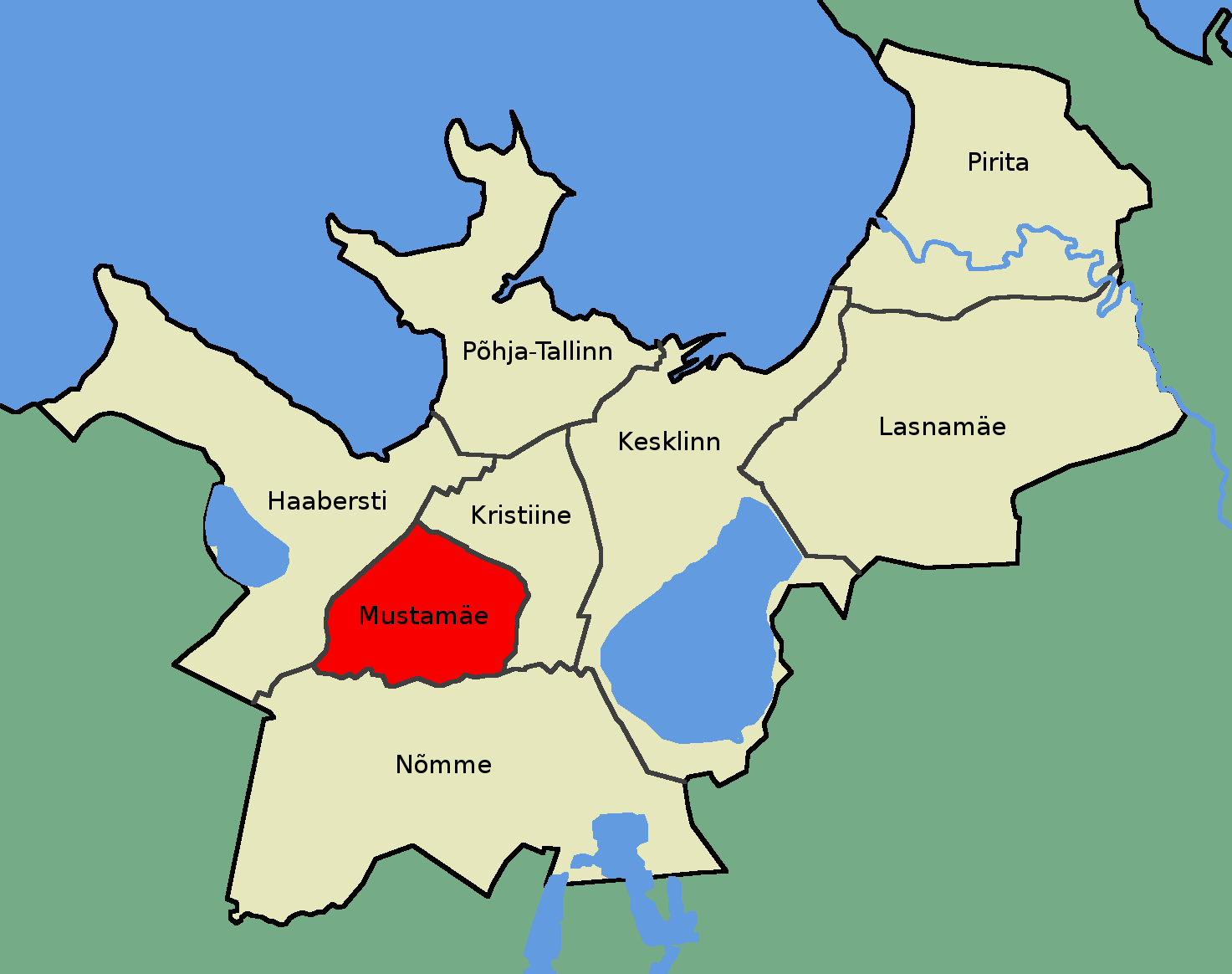
穆斯塔迈埃区在塔林的位置（红色部分）

穆斯塔迈埃 (直译：黑山），是愛沙尼亞首都塔林下轄的八個市區之一。穆斯塔迈埃下分為4個分區。愛沙尼亞族是這裡的最大民族。2014年11月，穆斯塔迈埃区區有人口66,305人。

## 外部連結
- 官方网站
- Mustamäe Metamorphoses Archive.today的存檔，存档日期2013-09-11 by Piret Viires